# Herbita flavidiscata
Herbita flavidiscata är en fjärilsart som beskrevs av W. Warren 1900. Herbita flavidiscata ingår i släktet Herbita och familjen mätare. Inga underarter finns listade i Catalogue of Life.